# Luis Uribe
Luis Felipe Uribe Bermudez (3 settembre 2001) è un tuffatore colombiano, specializzato nel trampolino.

## Biografia
Alla Coppa del mondo di tuffi di Tokyo 2021 ha ottenuto il trentaquattresimo posto nel trampolino 3 metri ed è stato eliminato nel preliminare.
Ha esordito in una rassegna iridata ai mondiali di Budapest 2022, nel sincro 3 m in coppia con Sebastián Morales.

## Palmarès
| Anno | Manifestazione      | Sede              | Evento         | Risultato | Prestazione | Note |
| ---- | ------------------- | ----------------- | -------------- | --------- | ----------- | ---- |
| 2021 | Coppa del mondo     | Tokyo             | Trampolino 3 m | 34º P     | 333,80 p.   |      |
| 2022 | Mondiali di nuoto   | Budapest          | Sincro 3 m     | 7º        | 364,62      |      |
| 2022 | Mondiali di nuoto   | Budapest          | Trampolino 3 m | 4º        | 457,15      |      |
| 2023 | Giochi panamericani | Santiago del Cile | Trampolino 1 m | Bronzo    | 371,20      |      |
| 2023 | Giochi panamericani | Santiago del Cile | Trampolino 3 m | Argento   | 444,25      |      |
| 2023 | Giochi panamericani | Santiago del Cile | Sincro 3 m     | Argento   | 398,67      |      |